# 本上みらの
本上みらの（ほんじょう みらの、2000年3月1日 - ）は、日本のタレント、ファッションモデル、スポーツ選手。広島県生まれ。身長170cm。

## 略歴
- 2000年、広島県尾道市因島に生まれる。
- 親の仕事の関係でインドネシアを始めとする東南アジア地域で育つ。
- 早稲田大学社会科学部卒業。
- Intelligent Ironman Creativity contest Performance部門優勝。
- T-STYLE所属。

## 人物
- 広島で生まれてからインドネシア、中国、インド、ドバイで育ち英語を得意とする。
- 高校時代にブライダルのモデルの仕事を行っていた。
- 渋谷スクランブルの側の花壇に座り込んでゲームをしていたところをスカウトされる。
- 銃を使うゲームが好きで銃器専門誌のモデルをした時に編集者から勧められ散弾銃の所持許可を得る。以降は芸能活動の傍らクレー射撃に力を入れ、将来のオリンピック出場を目指すほど本格的に取り組んでいる。
- 鉄砲とオートバイな女性のキャラクターの、ルパン三世の峰不二子に憧れ、普通自動二輪免許を取得。続けて大型自動二輪免許を取得。
- 免許取得後、自身でHONDA CBR250RR グランプリレッドを購入。
- 早稲田大学在学中にWaseda Collection 2019に選ばれる。[1]
- 特技はピアノ、ギター、競技百人一首。

## 出演
全国美少女発見グラビア ギャルコン2021ファイナリスト

## 雑誌
- 「月刊カメラマン」(2018)
- 「Arms MAGAZINE」(2019)
- 「ガンズ & シューティング Vol.16」(2019)
- 「月刊オートバイ」(2020)

## TV
- 踊る!さんま御殿!!（2022）
- チバテレビ「ONGAX」レギュラー出演(2019)[3]
- BS11 MOTORISE レギュラー
- 朝日放送テレビ「そんなコト考えた事なかったクイズ！トリニクって何の肉？」

## 映画
- 「ちはやふる －結び－」(2018)

## クレー射撃
- 令和3年度JOCジュニアオリンピックカップ（クレー射撃、スキート種目）ファイナル進出 総合6位。